# خصائل نبوية (كتاب)
الخصائل النبوية (الأردية: خصائل نبوی) هي ترجمة أردية وتعليق على الشمائل المحمدية. وقد ألفه زكريا الكاندهلوي، الذي جمع الروايات الموجودة في هذا الكتاب وشرحها. يمثل هذا العمل أول عمل موسيقي لزكريا الكاندهلوي، والذي نُشر عام 1926 عندما كان عمره 29 عامًا. وهو يستكشف جوانب مختلفة من الصفات الجسدية للنبي محمد، وشخصيته، وعاداته، وملابسه، وغيرها من التفاصيل التي تقدم صورة عن حياته وتعاليمه.

## الترجمة

### للإنجليزية
الكتاب له عدة ترجمات إلى الإنجليزية. إحدى ترجماته المبكرة قام بها محمد ميان أفريدي ونُشرت بواسطة "المايدة" للثقة الإسلامية في جوهانسبرغ، جنوب أفريقيا. أما أحدث ترجماته فقد نُشرت في عام 2022 بواسطة دار تراث للنشر في المملكة المتحدة. تم ترجمة هذه النسخة بواسطة عبدالصبحان بن أمان الله، وقام بتعديلها أحمد بن شيخ محمد، إسماعيل أندري، ويوسف زانيلا.

## الإرث
أجرى محمد يحيى بلال منار، باحث في كلية الشريعة والأنظمة بجامعة الطائف في المملكة العربية السعودية، دراسة تطبيقية تبرز الخبرة العلمية الاستثنائية لزكريا كندهلاوي في التوفيق بين الأحاديث المتناقضة الموجودة في هذا الكتاب. استخدمت الدراسة المنهج الاستقرائي لتحليل الموضوع بشكل دقيق وشامل.

## طالع أيضًا
- دراسات الحديث الديوبندي
- أعمال زكريا الكاندهلوي[الإنجليزية]

## روابط خارجية
- الخصائل النبوية في أرشيف الإنترنت